# Hvor er magten blevet af?
Hvor er magten blevet af? er en dansk dokumentarfilm fra 1969 med instruktion og manuskript af Henning Carlsen.

## Handling
Filmen giver ingen endelige svar på spørgsmålet om, hvem der har magten. Den ser det alene som sin opgave at trække spørgsmålet frem til debat ud fra den grundtese, at mistillid til samfundsmagtens udøvere er en fundamental livsbetingelse for et velfungerende demokrati. Filmen ser på den lovgivende, udøvende og dømmende statsmagt, samt medierne. Aalborg Stiftstidendes chefredaktør definerer forskellen på magt og indflydelse. To folkeskolelærere diskuterer eksamen, pensum og læring. Knud Heinesen er radiorådsformand i Danmarks Radio og diskuterer strategi omkring indførelse af farve-tv med medlemmerne i forretningsudvalget, bl.a. Else Elbæk. Rektor for Københavns Universitet Mogens Fog taler til de studerende under en demonstration og ytrer bl.a., at selvtægt intet har med demokrati at gøre. 1. maj i Fælledparken, hvor Thomas Nielsen taler. Debat i Folketinget om demonstrationen foran den amerikanske ambassade og anklager om politivold. Carl Madsen får det sidste ord.